# Supertierra

Comparación de tamaños de los planetas con diferentes composiciones. De izquierda a derecha, Planetas de puro hierro, Planetas de silicato, Planetas de carbono, Planetas de pura agua, Planetas de puro monóxido de carbono, Planetas de puro hidrógeno..

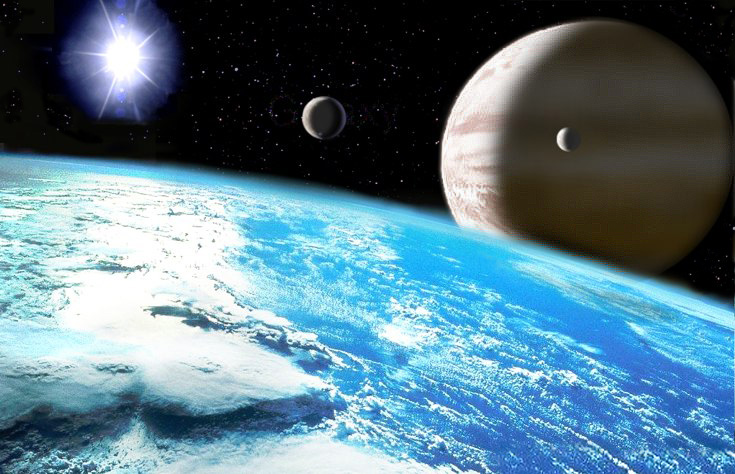
Representación artística de una supertierra en zona habitable como satélite de un planeta gaseoso.

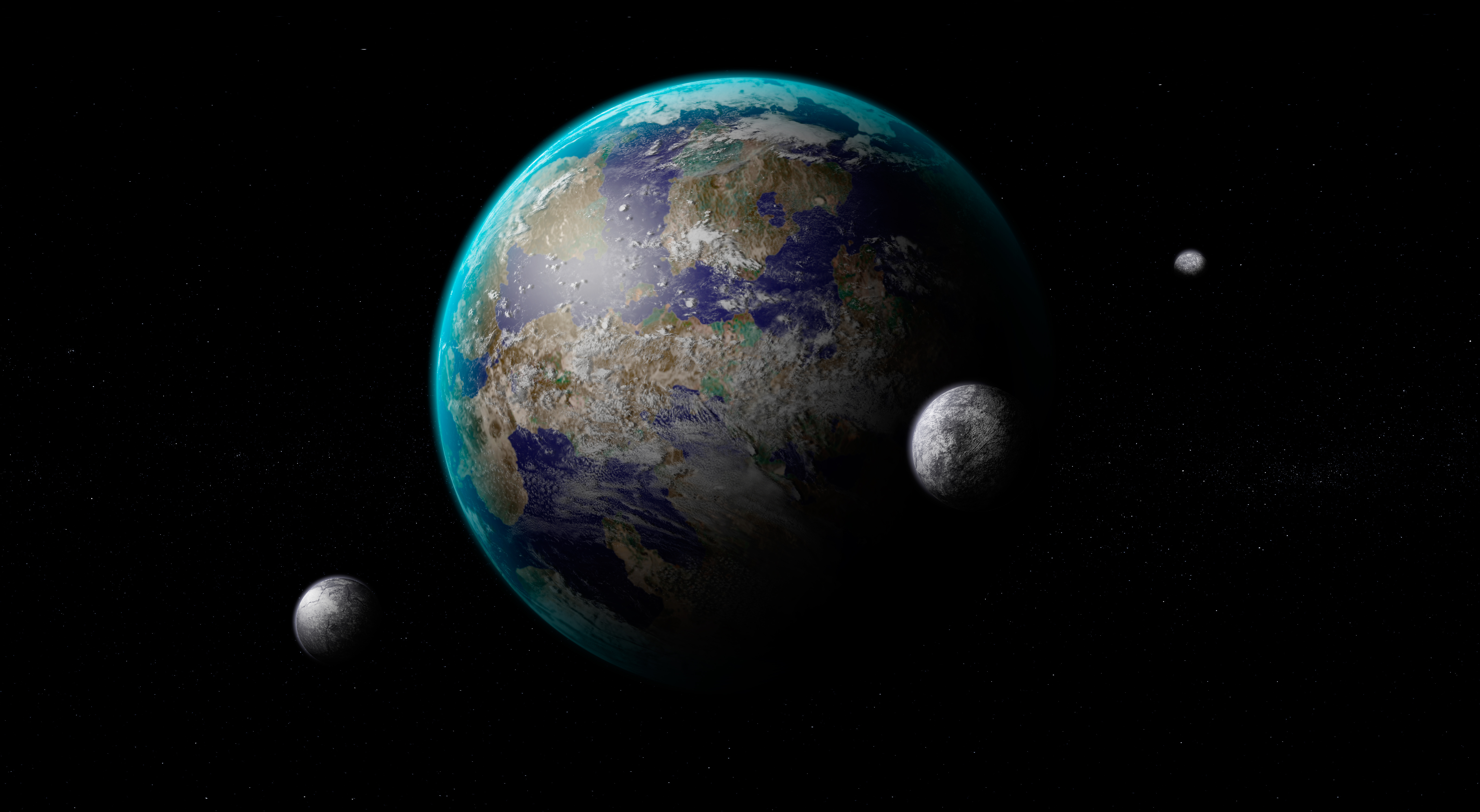
Representación Artística de un hipotético exoplaneta habitable con tres satélites naturales

El término supertierra es utilizado para hacer referencia a un planeta terrestre extrasolar que posee entre una y diez veces la masa de la Tierra y entre 1,25 a 2 radios de la Tierra. Además, la mayoría de ellos se encuentran muy cerca de la estrella a la que orbitan, pues un planeta de un tamaño significativo que se encontrase muy alejado de ella, habría perdido menos gas en su formación y habría dado lugar a un gigante gaseoso (como, por ejemplo, Júpiter).
El primer descubrimiento de un planeta de estas características fue llevado a cabo en 2005 por un equipo dirigido por Eugenio Rivera, siendo el planeta en cuestión Gliese 876 d, y a partir de entonces se han ido descubriendo más supertierras. En el sistema solar, sin embargo, no existe ningún planeta que reúna las características necesarias, puesto que el mayor planeta terrestre es la propia Tierra, y todos los demás planetas tienen, al menos, 14 veces la masa terrestre.

## Descubrimientos

### La primera supertierra descubierta
En 1991, Aleksander Wolszczan y Dale A. Frail, por medio del radiotelescopio de Arecibo, lograron descubrir dos planetas que orbitaban alrededor del púlsar Lich. Por su relativa cercanía al pulsar, aproximadamente la mitad de la distancia Tierra-Sol, y su relativa poca masa con respecto a los gigantes gaseosos para ser clasificados como tales, unas 3 veces la masa de la Tierra, son denominados hoy como supertierras y con características similares a las de la Tierra.
Sin embargo, la primera supertierra descubierta que orbita alrededor de una estrella de secuencia principal (más parecida al Sol), es Gliese 876 d, la cual fue descubierta en 2005 por un equipo liderado por Eugenio Rivera orbitando alrededor de la enana roja Gliese 876. La masa del planeta se estima en unas 7,5 veces la masa de la Tierra, y su período orbital es de tan solo 2 días. Debido a la proximidad del planeta a la estrella, la temperatura superficial de Gliese 876 d es de 376 grados Celsius.

### Primera supertierra descubierta en zona habitable
En abril de 2007 un equipo suizo, liderado por Stéphane Udry, anunció el descubrimiento de dos nuevas super-Tierras que orbitaban alrededor de la enana roja Gliese 581, ambas situadas en una zona habitable alrededor de la estrella, donde sería posible que hubiera agua líquida en su superficie. Gliese 581 c tiene una masa 5 veces mayor que la masa terrestre, y se encuentra a una distancia de su estrella de 0,073 UA (o lo que es lo mismo, 11 millones de kilómetros). Se estima que el planeta, sin tener en cuenta los efectos atmosféricos, tenga una temperatura aproximada de -3º C o 40 °C, dependiendo de si el albedo es similar a Venus o a la Tierra.

### Otros descubrimientos de supertierras

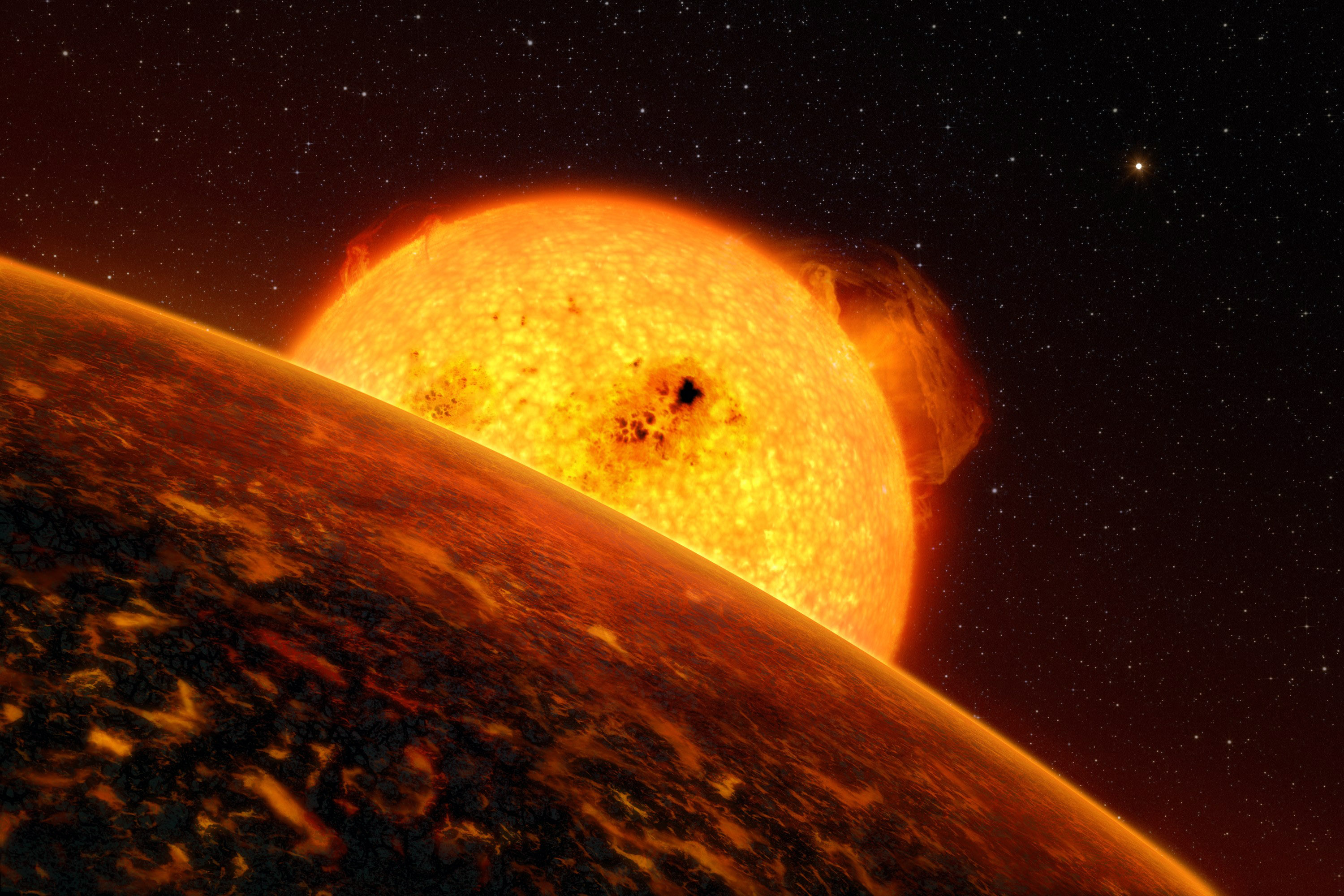
Representación artística de la supertierra COROT-7b.

En 2006 se descubrieron dos supertierras muy lejanas, a unos 21.500 ± 3300 años luz de distancia se halló OGLE-2005-BLG-390Lb, una supertierra de unas 5,5 masas terrestres, y a 41 años luz, por medio de la microlente gravitacional, se descubrió HD 69830 b, con una masa aproximada 10 veces mayor a la terrestre.
En junio de 2008, investigadores europeos anunciaron el descubrimiento de tres supertierras que orbitaban en torno a HD 40307, una estrella de masa algo menor a la del Sol. Los planetas, que fueron detectados mediante velocidad radial gracias al espectrógrafo HARPS situado en Chile, tienen unas masas de 4,2, 6,7 y 9,4 veces la masa de la Tierra.
El mismo equipo de investigadores anunció el descubrimiento de un planeta de 7,5 veces la masa terrestre orbitando en torno a HD 181433.